# Granblue Fantasy
Granblue Fantasy (グランブルーファンタジー?, Guranburū Fantajī) è un videogioco di ruolo giapponese sviluppato da Cygames, pubblicato nel 2014 da Mobage per Android e iOS. Una serie di light novel basata sul gioco, edita da Enterbrain, ha cominciato la pubblicazione a dicembre 2014, mentre un adattamento anime, prodotto da A-1 Pictures e intitolato Granblue Fantasy: The Animation, è stato trasmesso in Giappone tra il 1º aprile e il 24 giugno 2017.

## Personaggi
Gran (グラン?, Guran)
Doppiato da: Yūki Ono
Lyria (ルリア?, Ruria)
Doppiata da: Nao Tōyama
Vyrn (ビィ?, Byi)
Doppiata da: Rie Kugimiya
Katalina Alize (カタリナ・アリゼ?, Katarina Arize)
Doppiata da: Miyuki Sawashiro
Rackam (ラカム?, Rakamu)
Doppiato da: Hiroaki Hirata
Io Euclase (イオ・ユークレース?, Io Yūkurēsu)
Doppiata da: Yukari Tamura
Rosetta (ロゼッタ?, Rozetta)
Doppiata da: Rie Tanaka
Sierokarte (シェロカルテ?, Sherokarute)
Doppiata da: Emiri Katō
Drang (ドランク?, Doranku)
Doppiato da: Tomokazu Sugita
Sturm (スツルム?, Sutsurumu)
Doppiata da: Kanae Itō
Eugen (オイゲン?, Oigen)
Doppiato da: Kazuhiro Yamaji

## Altri media

### Light novel
Una trasposizione letteraria in formato light novel di Miyabi Hasegawa è edita da Enterbrain sotto l'etichetta Famitsū Bunko. Il primo volume è stato pubblicato il 26 dicembre 2014 e al 30 marzo 2017 ne sono stati messi in vendita in tutto sette.
| Nº | Data di prima pubblicazione | Data di prima pubblicazione | Data di prima pubblicazione |
| Nº | Giapponese                  | Giapponese                  |                             |
| -- | --------------------------- | --------------------------- | --------------------------- |
| 1  | 26 dicembre 2014            | ISBN 978-4-04-730165-8      |                             |
| 2  | 30 maggio 2015              | ISBN 978-4-04-730509-0      |                             |
| 3  | 30 ottobre 2015             | ISBN 978-4-04-730692-9      |                             |
| 4  | 29 febbraio 2016            | ISBN 978-4-04-730980-7      |                             |
| 5  | 30 luglio 2016              | ISBN 978-4-04-734222-4      |                             |
| 6  | 30 novembre 2016            | ISBN 978-4-04-734350-4      |                             |
| 7  | 30 marzo 2017               | ISBN 978-4-04-734541-6      |                             |

Una seconda serie di light novel, intitolata Granblue Fantasy: Members Fate (グランブルーファンタジー メンバーズフェイト?, Guranburū Fantajī: Menbāzu Feito) e scritta da Toshihiko Tsukiji, è edita da Fujimi Shobō sotto l'etichetta Fujimi Fantasia Bunko. Due volumi sono stati pubblicati rispettivamente il 20 maggio e il 20 ottobre 2016.
| Nº | Data di prima pubblicazione | Data di prima pubblicazione | Data di prima pubblicazione |
| Nº | Giapponese                  | Giapponese                  |                             |
| -- | --------------------------- | --------------------------- | --------------------------- |
| 1  | 20 maggio 2016              | ISBN 978-4-04-070919-2      |                             |
| 2  | 20 ottobre 2016             | ISBN 978-4-04-070920-8      |                             |

### Manga

Copertina del primo volume dell'edizione italiana, raffigurante i protagonisti Gran e Lyria

Una trasposizione manga sceneggiata da Makoto Fugetsu e disegnata da Choco è stata pubblicata dal 7 maggio 2016 al gennaio 2020 sulla rivista Cycomi edita da Kōdansha.
In Italia la serie è stata pubblicata da Panini Comics sotto l'etichetta Planet Manga dal 6 settembre 2018 al 24 settembre 2020.
| Nº | Data di prima pubblicazione | Data di prima pubblicazione | Data di prima pubblicazione | Data di prima pubblicazione |
| Nº | Giapponese                  | Giapponese                  | Italiano                    | Italiano                    |
| -- | --------------------------- | --------------------------- | --------------------------- | --------------------------- |
| 1  | 28 luglio 2017              | ISBN 978-4-06-509202-6      | 6 settembre 2018            | ISBN 978-88-912-8513-3      |
| 2  | 30 agosto 2017              | ISBN 978-4-06-509211-8      | 12 dicembre 2018            | ISBN 978-88-912-8618-5      |
| 3  | 29 settembre 2017           | ISBN 978-4-06-509220-0      | 24 gennaio 2019             | ISBN 978-88-912-8664-2      |
| 4  | 30 novembre 2017            | ISBN 978-4-06-509230-9      | 28 marzo 2019               | ISBN 978-88-912-8737-3      |
| 5  | 27 aprile 2018              | ISBN 978-4-06-509262-0      | 30 maggio 2019              | ISBN 978-88-912-8822-6      |
| 6  | 19 dicembre 2018            | ISBN 978-4-06-514221-9      | 25 luglio 2019              | ISBN 978-88-912-8918-6      |
| 7  | 30 aprile 2020              | —                           | 24 settembre 2020           | ISBN 978-88-912-9559-0      |

### Anime
Annunciato il 17 settembre 2015 al Tokyo Game Show, un adattamento anime dal titolo Granblue Fantasy: The Animation (グランブルーファンタジー ジ・アニメーション?, Guranburū Fantajī: ji Animēshon), prodotto da A-1 Pictures per la regia di Ayako Kurata e Yūki Itō e originariamente previsto per gennaio 2017, è andato in onda dal 1º aprile al 24 giugno 2017. Il 21 gennaio 2017 è stata invece trasmessa un'anteprima sotto forma di special televisivo, diretta da Itō col sottotitolo Zinkenstill-hen (ザンクティンゼル編?, Zankutinzeru-hen). Le sigle di apertura e chiusura della serie televisiva sono rispettivamente GO dei Bump of Chicken e Sora no parade (ソラのパレード?, Sora no parēdo) di Haruhi. La colonna sonora è stata composta da Nobuo Uematsu, Tsutomu Narita e Yasunori Nishiki. In varie parti del mondo gli episodi e lo special sono stati trasmessi in streaming in simulcast da Crunchyroll, Daisuki e Anime Strike; in particolare, in America del Nord i diritti sono stati acquistati da Aniplex of America. Un episodio OAV è stato pubblicato in allegato al settimo e ultimo volume BD/DVD dell'edizione home video della serie il 25 ottobre 2017.

#### Prima stagione
| Nº      | Titolo italiano (traduzione letterale) Giapponese 「Kanji」 - Rōmaji                               | In onda        | In onda |
| Nº      | Titolo italiano (traduzione letterale) Giapponese 「Kanji」 - Rōmaji                               | Giapponese     |         |
| 1       | La ragazza blu 「蒼の少女」 - Ao no shōjo                                                          | 1º aprile 2017 |         |
| 2       | Partenza 「旅立ち」 - Tabidachi                                                                    | 8 aprile 2017  |         |
| 3       | Incontro col vento 「風の出会い」 - Kaze no deai                                                   | 15 aprile 2017 |         |
| 4       | La risolutezza del timoniere 「操舵士の決意」 - Sōdashi no ketsui                                  | 22 aprile 2017 |         |
| 5       | Battaglia decisiva, il guardiano della tempesta 「決戦、嵐の守護神」 - Kessen, arashi no shugoshin | 29 aprile 2017 |         |
| 6       | Sentimenti simili a foschia di calore 「想いは陽炎の如く」 - Omoi wa kagerō no gotoku              | 6 maggio 2017  |         |
| 7       | Il gigante di ferro 「鉄の巨人」 - Tetsu no kyojin                                                 | 13 maggio 2017 |         |
| 8       | La coppia separata 「ふたりの距離」 - Futari no kyori                                              | 20 maggio 2017 |         |
| 9       | L'orizzonte sopra le nuvole 「雲上の水平線」 - Unjō no suiheisen                                   | 27 maggio 2017 |         |
| 10      | Separazione 「解離」 - Kairi                                                                       | 3 giugno 2017  |         |
| 11      | I sentimenti di Lyria 「ルリアの想い」 - Ruria no omoi                                             | 10 giugno 2017 |         |
| 12      | Battaglia decisiva nell'oceano 「大海の決戦」 - Ōumi no kessen                                     | 17 giugno 2017 |         |
| Extra 1 | Un altro cielo 「もう一つの空」 - Mō hitotsu no sora                                               | 24 giugno 2017 |         |

#### Seconda stagione
L'anime ha avuto una seconda stagione, prodotta da MAPPA e distribuita nel 2019.

## Accoglienza
Ad aprile 2018 il gioco ha raggiunto i venti milioni di utenti registrati. Tra gennaio e ottobre 2017 si è classificato al settimo posto fra i giochi per dispositivi mobili più lucrosi in Giappone incassando 20.9 miliardi di yen.